# Anegada
Anegada is het meest noordelijke eiland van de Britse Maagdeneilanden, een groep eilanden die op haar beurt weer deel uitmaken van de Maagdeneilanden. Het ligt ongeveer 24 kilometer ten noorden van Virgin Gorda. Anegada is het enige Britse Maagdeneiland dat bestaat uit koraal en kalksteen, in tegenstelling tot de andere eilanden, die hun bestaan hebben te danken aan vulkanen. Anegada is daarom lager en platter dan de omringende eilanden. Het hoogste punt ligt slechts 8,5 meter boven zee. Anegada, letterlijk vertaald als 'het gezonken land', dankt haar naam dan ook aan zijn geografische kenmerken.

## Geschiedenis
In 1627 werd het eiland Anegada geclaimd door het Verenigd Koninkrijk voor James Hay, de Graaf van Carlisle, maar werd niet gekoloniseerd. In 1680 werd het definitief aan het Verenigd Koninkrijk toegewezen, maar bleef dunbevolkt. Vanaf 1968 probeerde de Britse zakenman Ken Bates een groot deel van het eiland voor 199 jaren te huren. 10% van het eiland zou overblijven voor de eilandbewoners. Er werden grootschalige demonstraties georganiseerd door Noel Lloyd, en het plan werd niet uitgevoerd.

## Overzicht
Anegada is met 39,3 vierkante kilometer een van de grotere eilanden van de Britse Maagdeneilanden. Ondanks haar oppervlakte is het, met zo'n 285 inwoners, wel een van de dunst bevolkte eilanden. Het overgrote deel van de bevolking woont in The Settlement, de grootste nederzetting op Anegada.
Anegada is omringd door Horseshoe Reef, een groot koraalrif, en een ondiepe zee die zeer moeilijk begaanbaar is voor schepen. Er liggen meer dan 300 scheepswrakken rond het eiland.
De voornaamste inkomstenbron is toerisme. Op een doorsneedag kent het eiland grofweg 200 bezoekers. Een tweede inkomstenbron is de visserij. Anegada voorziet een groot deel van de Britse Maagdeneilanden van verse vis en kreeft. Het eiland heeft 25 km stranden die grotendeels verlaten en ongerept zijn. Het belangrijkste strand is Loblolly Bay.
In het uiterste oosten van Anegeada bevinden zich schelpenbergen van de Roze vleugelhoorn. Vanaf de 13e eeuw begon de inheemse bevolking de lege schelpen te verzamelen in grote bergen tot 3,5 meter hoog.

## Geografie
De Maagdeneilanden en Puerto Rico bevinden zich ten westen van de Anegadatrog en zijn van vulkanische oorsprong. Anegeda bevindt zich ten oosten van de trog. De Britse Maagdeneilanden worden gerekend tot de Kleine Antillen, maar zijn geografisch onderdeel van de Grote Antillen met uitzondering van Anegada.

## Natuur

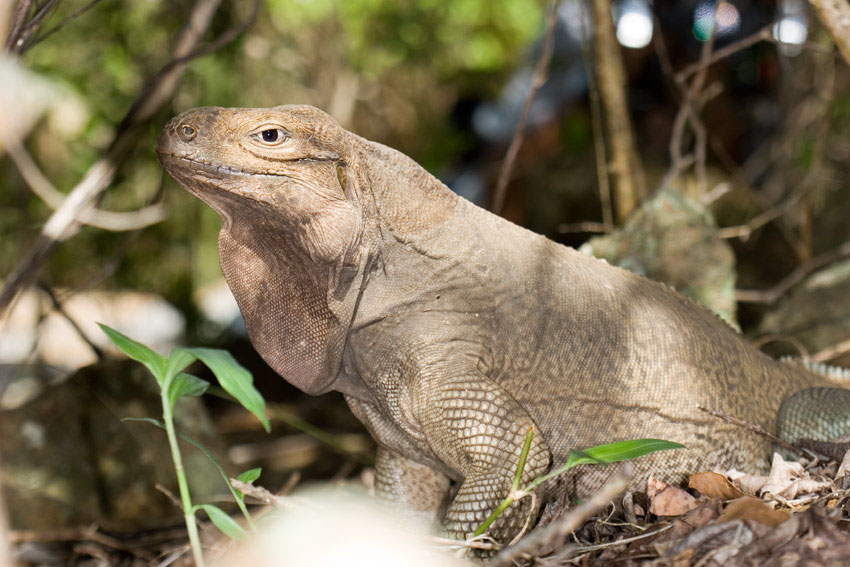
Cyclura pinguis

Het westen bestaat uit grote zoutmeren die werden bezocht door Rode flamingo's. In de jaren 1960 hadden de flamingos het eiland verlaten. In 1992 werden 22 vogels uitgezet in de zoutmeren, en zijn de vogels weer teruggekeerd.
De leguaan Cyclura pinguis kwam oorspronkelijk voor op de Maagdeneilanden. 11.000 tot 12.000 jaar geleden werden de eilanden van elkaar gescheiden en Cyclura pinguis stierf op de eilanden uit met uitzondering van Anegada. In het begin van de 18e eeuw werd het eiland gekoloniseerd en op de leguaan gejaagd met honden. De leguaan is ernstig bedreigd. Vanaf de jaren 1980 is Cyclura pinguis uitgezet op privé-eilanden waaronder Guana Island. In 2019 werd de populatie geschat op 340 tot 440 exemplaren.

## Transport
Het eiland is toegankelijk via de kleine luchthaven Auguste George Airport (IATA: NGD ICAO: TUPA), via de dagelijkse veerboot, of per privéboot.

## Galerij

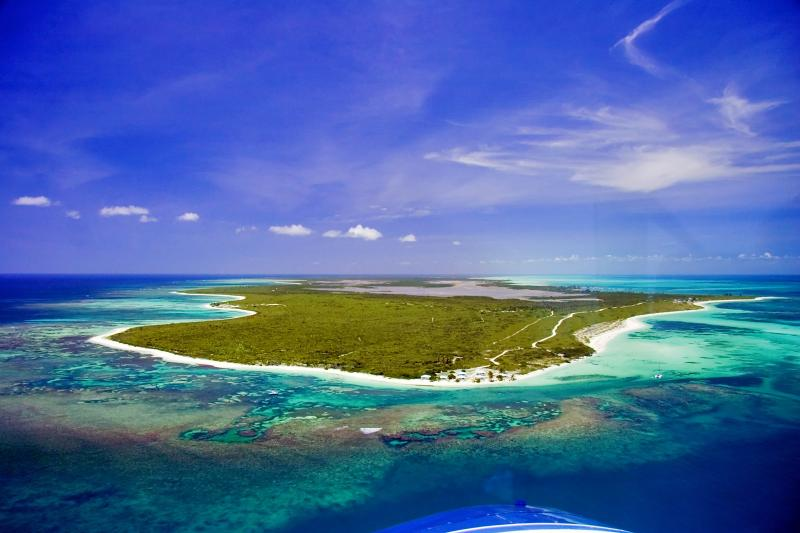
Anegada vanuit het westen
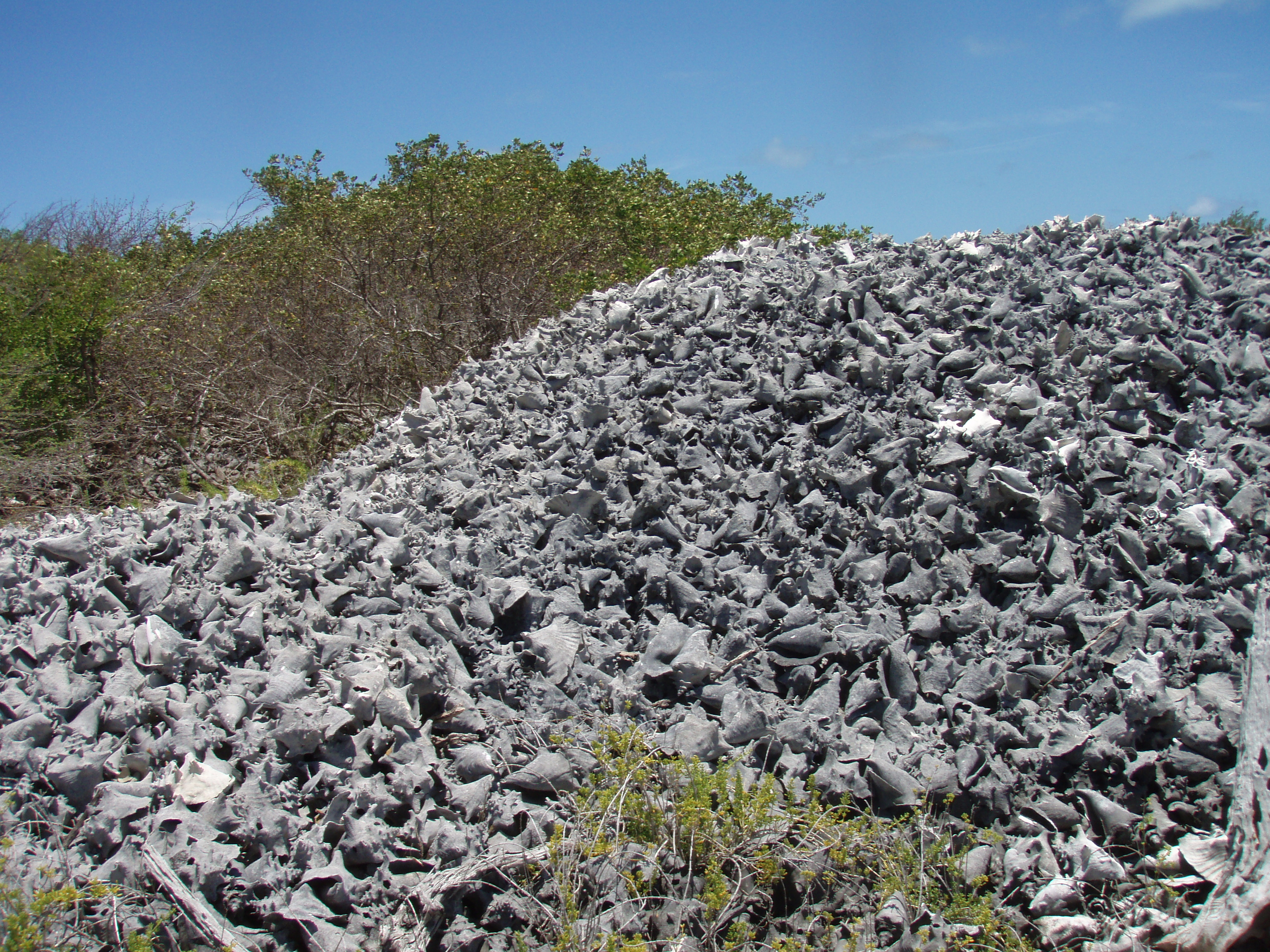
Schelpenberg
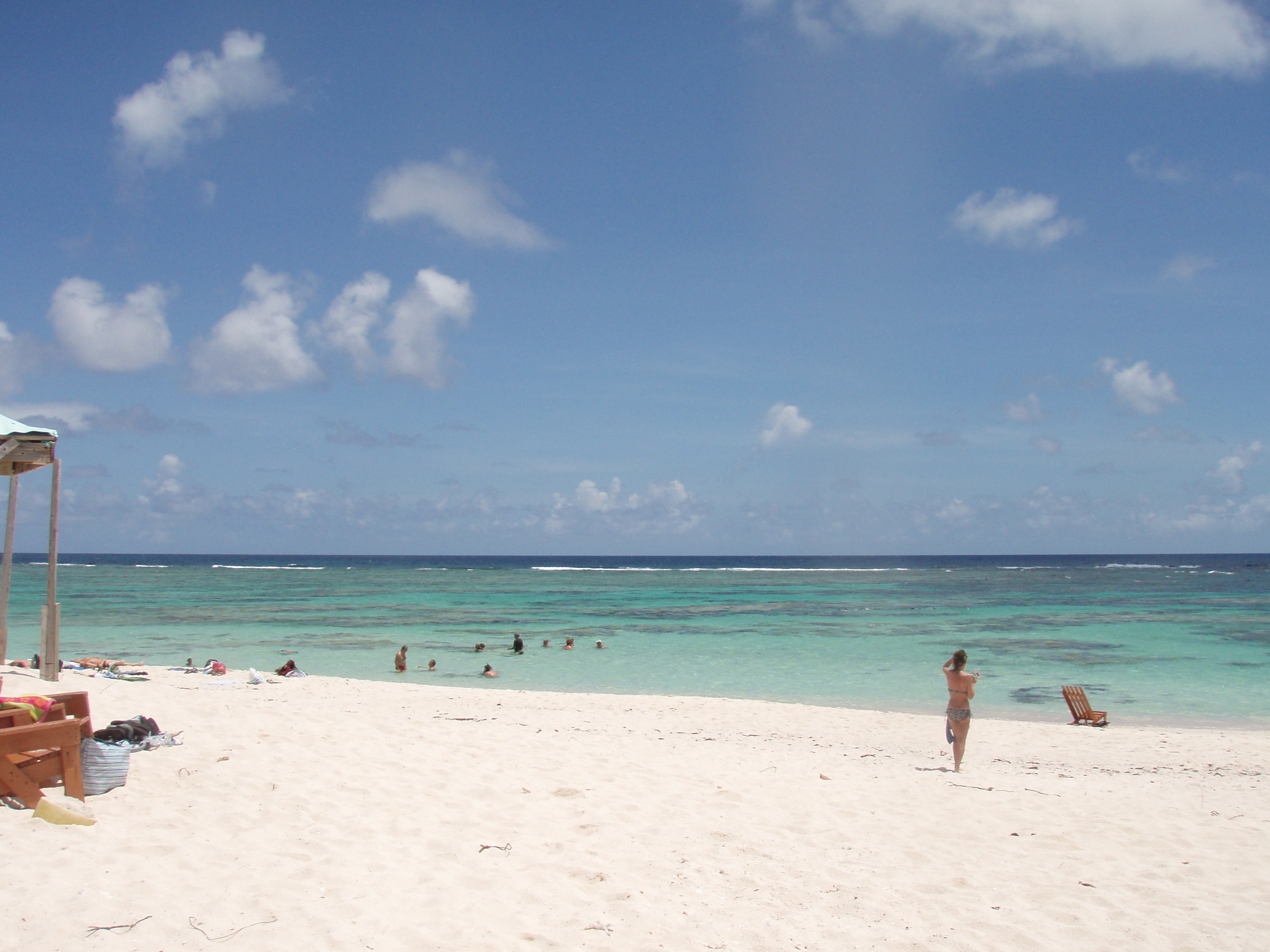
Strand bij Loblolly Bay
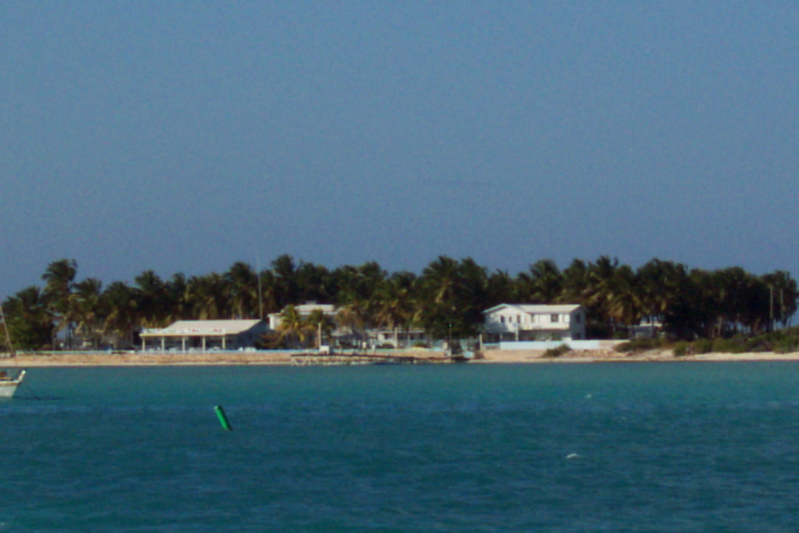
Haven van Anegada

- Virtual International Authority File: 234360850

Anegada · Beef Island · Cooper Island · Dead Chest Island · Frenchman's Cay · Ginger Island · Jost Van Dyke · Necker Island · Norman Island · Peter Island · Salt Island · Tortola · Virgin Gorda